# Noël Kaudré
Noël Kaudré, né le 30 avril 1981 en Nouvelle-Calédonie, est un joueur de football français (international néo-calédonien), qui évolue au poste de milieu de terrain.
Il prend sa retraite sportive à la suite de la saison 2017.

## Biographie

### Carrière en club
Noël Kaudré a joué toute sa carrière à l'AS Magenta, club dans lequel il a même porté le brassard (2012 à 2014).
Après son départ de l'Association sportive Magenta Nickel, il signe pour 1 an au sein du club de l'AS Wetr.

### Carrière en sélection
Avec l'équipe de Nouvelle-Calédonie, il joue 15 matchs (pour un but inscrit) entre 2007 et 2013.
Il figure dans le groupe des sélectionnés lors des Coupes d'Océanie de 2008 et de 2012, où son équipe atteint à chaque fois la finale.

## Palmarès
| AS Magenta - Championnat de Nouvelle-Calédonie (4) : - Champion : 2005, 2008, 2009, 2012 et 2014 - Coupe de Nouvelle-Calédonie (2) : - Vainqueur : 2005, 2010 et 2014 - Ligue des champions : - Finaliste : 2005. |  | Nouvelle-Calédonie - Coupe d'Océanie : - Finaliste : 2008 et 2012. |